# Paschal Donohoe
Paschal Donohoe, né le 19 septembre 1974 à Dublin, est un homme politique irlandais. Il est président de l'Eurogroupe depuis 2020.

## Biographie
Paschal Donohoe est né à Phibsborough, un quartier résidentiel de la partie nord de Dublin, il suit une partie de sa scolarité au collège catholique de Saint Declan, avant de recevoir une bourse au Trinity College de Dublin. Il y étudie la politique et l'économie et est secrétaire de la University Philosophical Society (en), une société de débats et de lecture de journaux.
Donohoe est sélectionné par la société multinationale Procter & Gamble au Royaume-Uni, pour leur programme de formation accélérée. Il passe six ans à travailler au Royaume-Uni et devient directeur des ventes et du marketing. En 2003, il retourne en Irlande pour poursuivre une carrière politique.

### Carrière politique
Il est ministre des Transports, du Tourisme et du Sport de 2014 à 2016 dans le gouvernement d'Enda Kenny ainsi que ministre des Dépenses publiques et des Réformes de 2016 à 2020. Il est ministre des Finances d'Irlande de 2017 à 2022, date à laquelle il retrouve le ministère des Dépenses publiques et de la Réforme.
Le 9 juillet 2020, Paschal Donohoe est élu président de l'Eurogroupe, succédant ainsi à son homologue portugais, Mário Centeno. À l'issue de son élection, il déclare « En tant que président, je chercherai à jeter des ponts entre tous les membres de la zone euro et à dialoguer activement avec eux pour faire en sorte que nous adoptions une approche consensuelle concernant la relance de nos économies et de nos sociétés ». Le 5 décembre 2022, il est réélu pour un second mandat.
Il exprime en 2021 son rejet du projet du président américain Joe Biden de fixer un taux d’imposition mondial sur les sociétés de 15 %, l'Irlande appliquant un taux plus faible afin de se rendre plus attractive pour les multinationales.   